# Мисляковиці
Мисляковиці (пол. Myślakowice) — село в Польщі, у гміні Одживул Пшисуського повіту Мазовецького воєводства.
Населення — 118 осіб (2011).
У 1975-1998 роках село належало до Радомського воєводства.

## Демографія
Демографічна структура станом на 31 березня 2011 року:
|          | Загалом | Допрацездатний вік | Працездатний вік | Постпрацездатний вік |
| -------- | ------- | ------------------ | ---------------- | -------------------- |
| Чоловіки | 60      | 12                 | 41               | 7                    |
| Жінки    | 58      | 10                 | 26               | 22                   |
| Разом    | 118     | 22                 | 67               | 29                   |